# رازمیک پانوسیان
رازمیک پانوسیان (ارمنی: Ռազմիկ Փանոսեան؛ زادهٔ ۲ فوریهٔ ۱۹۶۴) تاریخ‌نگار و دانشمند علوم سیاسی اهل ارمنی-کانادایی است.

## زندگی‌نامه
در ۲ فوریهٔ ۱۹۶۴ در بیروت به دنیا آمد. وی به زبان‌های انگلیسی فرانسوی و ارمنی تسلط کامل است. وی در سال ۲۰۰۲ مدرک پی‌اچ‌دی را از مدرسه اقتصاد لندن کسب نمود.